# 王建满
王建满（1954年10月—），男，浙江淳安人，中华人民共和国政治人物。

## 生平
曾任杭州市西湖区委书记，升任中共杭州市委副书记。2004年，担任中共温州市委书记、市人大常委会主任。后升任浙江省人民政府副省长。2015年1月，担任浙江省政协副主席。